# Trichieurina
Trichieurina là một chi ruồi trong họ Chloropidae.

## Các loài
- T. pubescens (Meigen, 1830)[1]